# Ligne Panther-Wotan

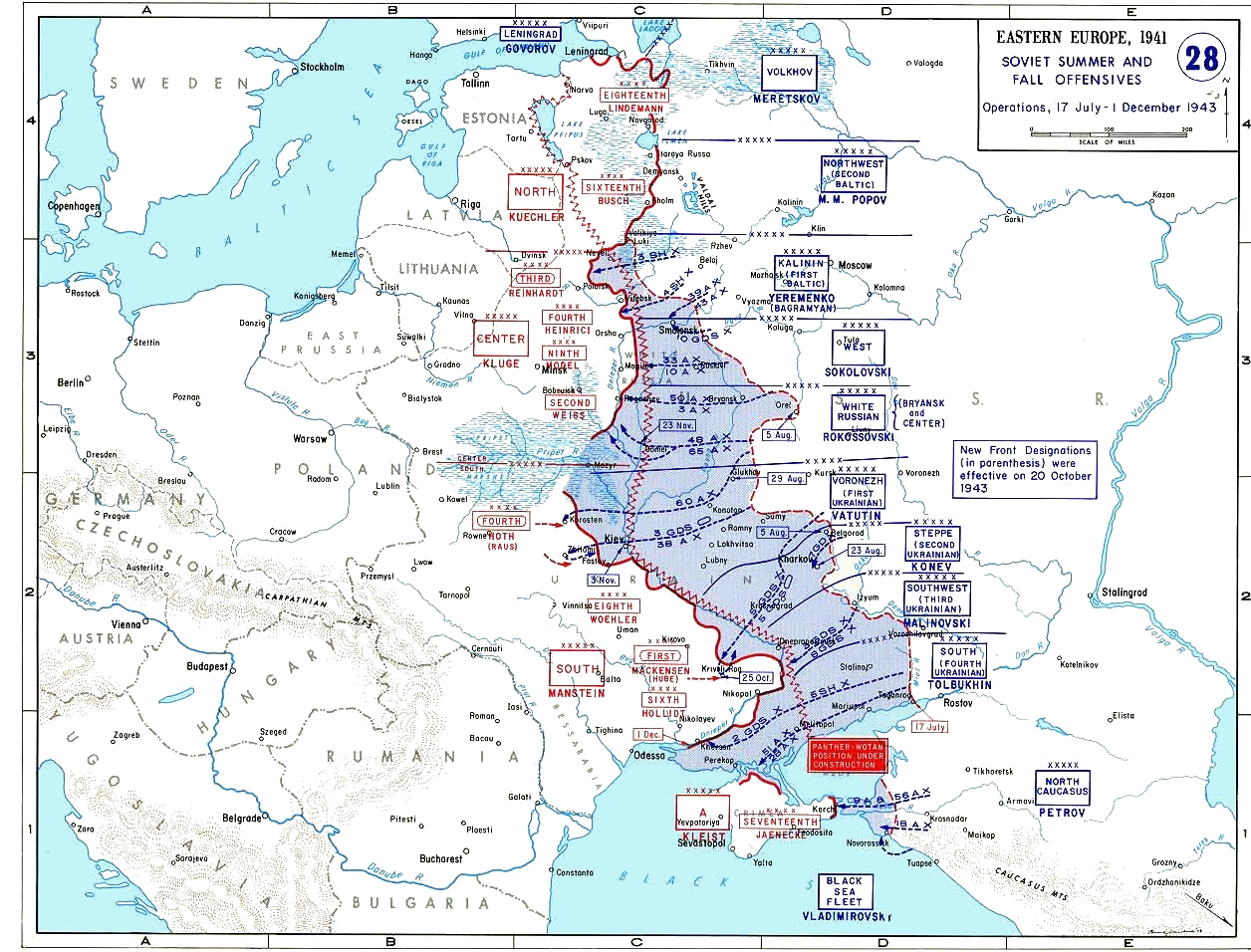
Carte du front Est en 1943, montrant la Ligne Panther–Wotan en zigzags rouges.

La ligne Panther-Wotan, aussi appelée mur de l'Est (Ostwall en allemand), était une ligne défensive allemande, construite sur le front de l'Est, fin 1943 à la suite de la bataille de Koursk où la progression allemande fut stoppée.
Inspirée par la ligne Hindenburg de la Première Guerre mondiale, Hitler ordonna sa construction le 11 août 1943 sur les 1 400 km de la rive occidentale du Dniepr. La ligne comprenait 180 km de fil de fer barbelé, 6 000 fortifications de campagne dont 800 bunkers bétonnés et 30 km de fossés antichars  dans la zone du groupe d'armées Nord. 50 000 travailleurs forcés ont été réquisitionnés pour sa construction dans ce secteur.
En septembre 1943, lorsque le groupe d'armées Sud a commencé son repli derrière cette ligne, celle-ci n'est pas encore achevée. En octobre, alors que l'armée allemande n'a pas encore complètement repassé le fleuve, les avant-gardes soviétiques ont déjà enfoncé la ligne en une vingtaine d'endroits.  
Au début de 1944, la seule partie de la ligne qui restait à la Wehrmacht était la portion tout au nord, entre le lac Peïpous et la mer Baltique. Elle fut enfoncée lors de la bataille de Narva. Les Allemands conservèrent le golfe de Finlande jusque dans le courant de l'année 1944. Les dernières sections de la ligne Panther–Wotan  furent prises par les forces soviétiques au début de 1945.